# Organització Revolucionària del Nepal (Marxista-Leninista)
Organització Revolucionària del Nepal (Marxista-Leninista) fou un partit polític del Nepal.
Va sorgir el 1973 a la regió de Morang, dirigida per Madhav Kumar Nepal. Amb altres petits grups va formar el 1977 el Comitè de Coordinació Comunista Revolucionària del Nepal (Marxista-Leninista) o All Nepal Communist Revolutionary Coordination Committee (Marxist-Leninist).